# ジョゼフィーヌ・ド・ボアルネ (スウェーデン王妃)
ジョゼフィーヌ・マクシミリアーヌ・ウジェニー・ナポレオーヌ・ド・ボアルネ（フランス語名：Joséphine Maximilienne Eugénie Napoléone de Beauharnais, 1807年3月14日 - 1876年6月7日）は、スウェーデン王オスカル1世の王妃。スウェーデン語名はユセフィナ・アヴ・レウクテンベリ（Josefina av Leuchtenberg）、ドイツ語名はヨゼフィーネ・フォン・ロイヒテンベルク（Josephine von Leuchtenberg）。

## 生涯
ナポレオン1世の最初の妻ジョゼフィーヌの連れ子であるイタリア副王（後にバイエルン貴族ロイヒテンベルク公）ウジェーヌ・ド・ボアルネとその妻でバイエルン王マクシミリアン1世の娘であるアウグステの長女として、ミラノで生まれた。ナポレオン3世の母方の従姉にあたる。1823年5月にスウェーデン王太子オスカル・ベルナドッテとミュンヘンのロイヒテンベルク宮殿で結婚した。結婚式は同年6月19日にストックホルムで行われた。
スウェーデンに着くと、ナポレオン戦争に痛手を受けた国民感情に配慮してジョゼフィーヌの名前から「ナポレオーヌ」というミドルネームがはずされた。夫オスカルとは相思相愛で結婚生活を送っていたが、彼は妻に隠れて平気で浮気を繰り返しており、のちにそのことを知ったジョゼフィーヌは大きな衝撃を受け、苦い思いを日記に書き記した。ジョゼフィーヌはガーデニング・絵画という趣味を持ち、慈善・改善の活動に参加した。また、自身は終生カトリック教徒だったが、子供たちをスウェーデンの国教ルター派で教育することに同意した。このように信仰を変えずとも、彼女は王太子妃としてやってきた時から、スウェーデン国民から高い人気を維持し続けた。

## 子女
- カール15世（1826年 - 1872年） - スウェーデン王
- グスタフ（1827年 – 1852年） - ウップランド公
- オスカル2世（1829年 - 1907年） - スウェーデン王
- エウシェニア（1830年 - 1899年）
- アウグスト（1831年 – 1873年） - ダーラナ公